# Achao
Achao je chilská vesnice, část obce Quinchao na ostrově Quinchao, který náleží k souostroví Chiloé. Vesnice leží v provincii Chiloé v regionu Los Lagos, asi 25 km východně od hlavního města provincie, Castra, a 120 km jihozápadně od regionálního centra Puerto Montt. Vesnici obývá přibližně 3 200 obyvatel a je sídlem obecního úřadu.
Vesnice byla založena roku 1753.
V Achau se nachází dřevěný kostel Panny Marie Loretánské – jeden z kostelů zapsaných na seznamu UNESCO, jedná se o jeden z nejstarších dochovaným kostelů na ostrově a v Chile vůbec. Stavba kostela byla zahájena jezuitskými misionáři kolem roku 1730, ale byla dokončena františkány.
Achao je spojeno pravidelnou autobusovou dopravou po silnici W-59 s druhou obcí na ostrově, Curacem de Vélez. Autobusy dále pokračují přes krátký trajekt do města Dalcahue na ostrově Chiloé. Vesnice je na východ propojena se zbytkem ostrova silnicemi W-583 a W-589. Z přístavu vyplouvají lodě na další ostrovy patřící k obci Quinchao.

## Fotogalerie

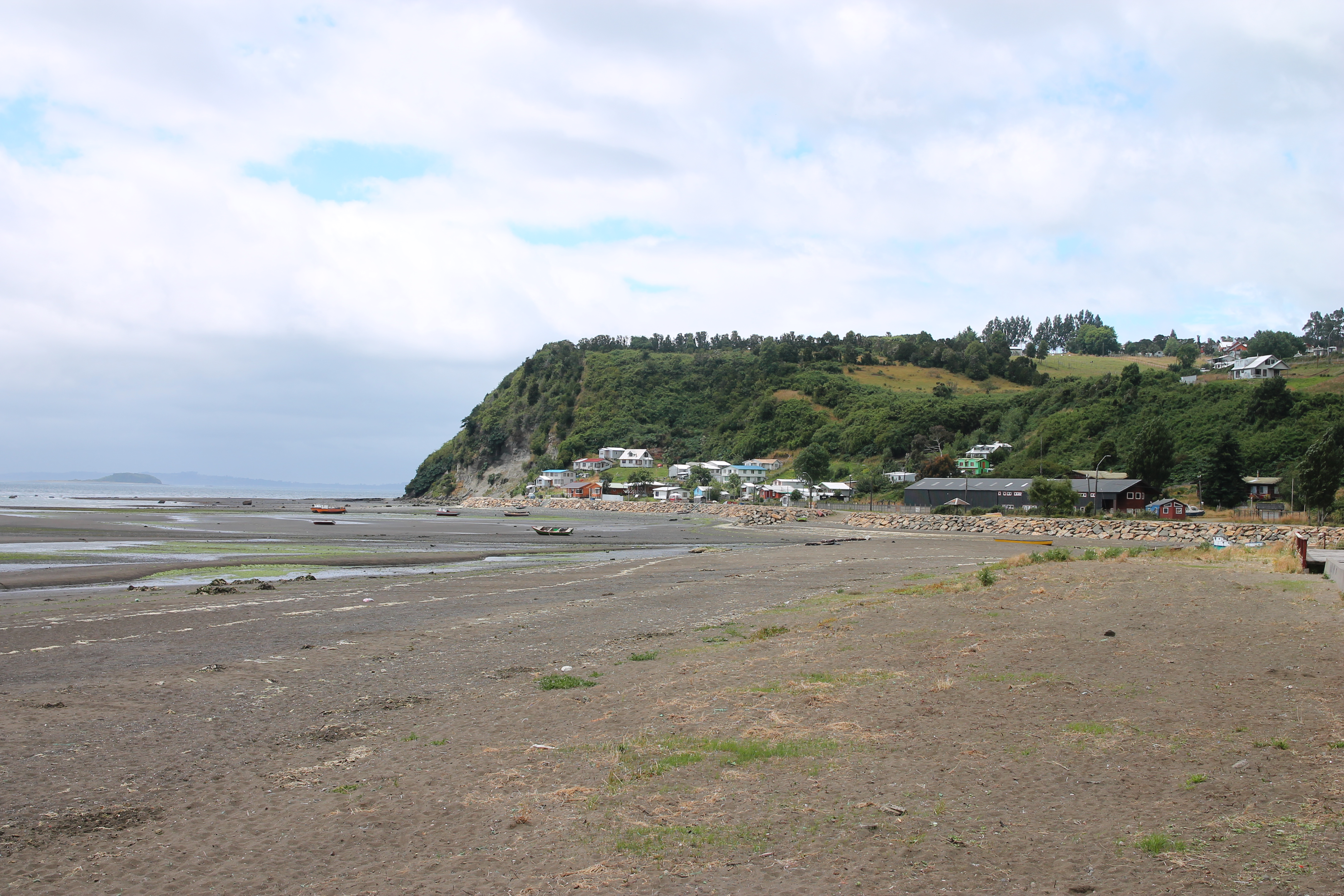
Pláž v Achau
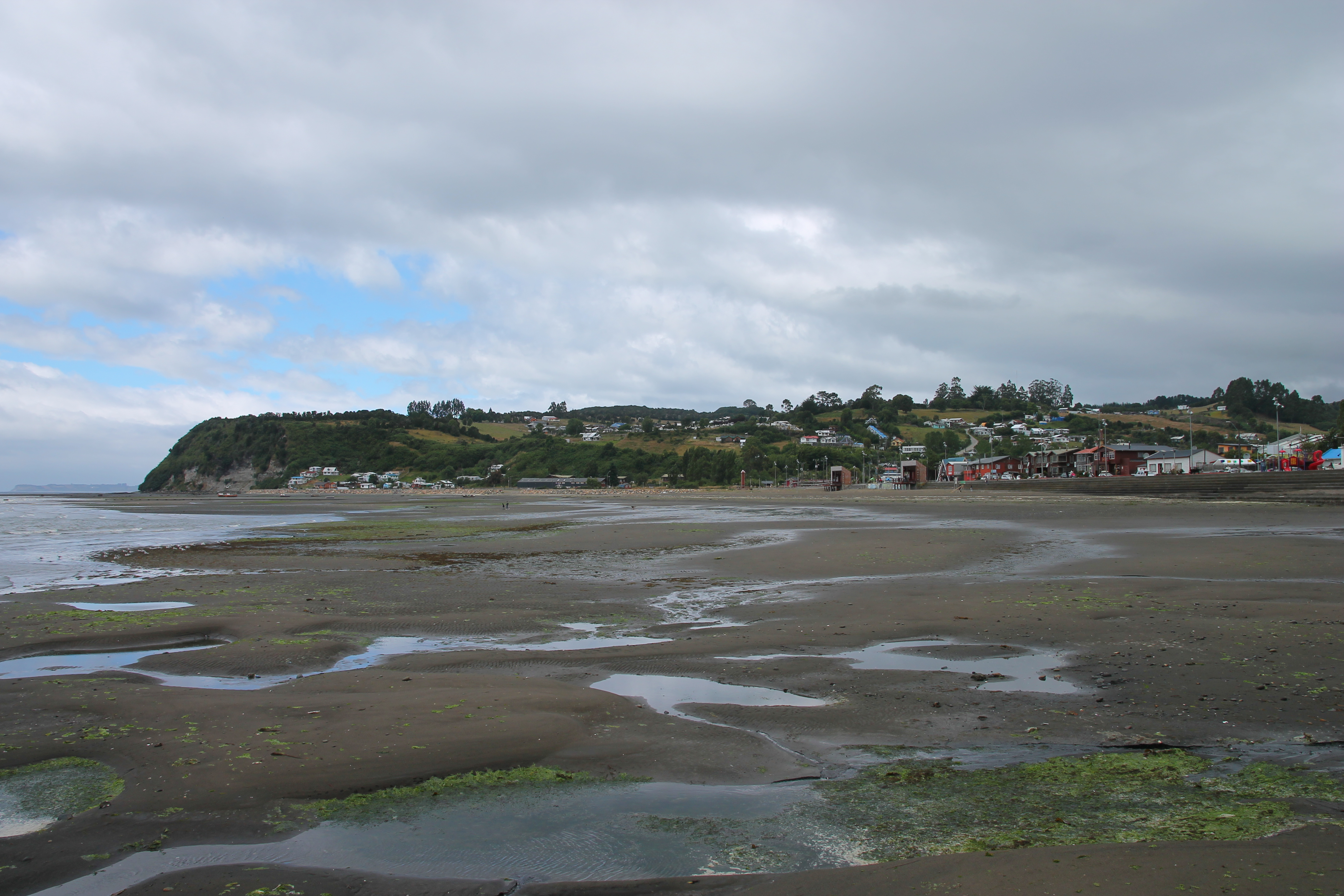
Pláž v Achau
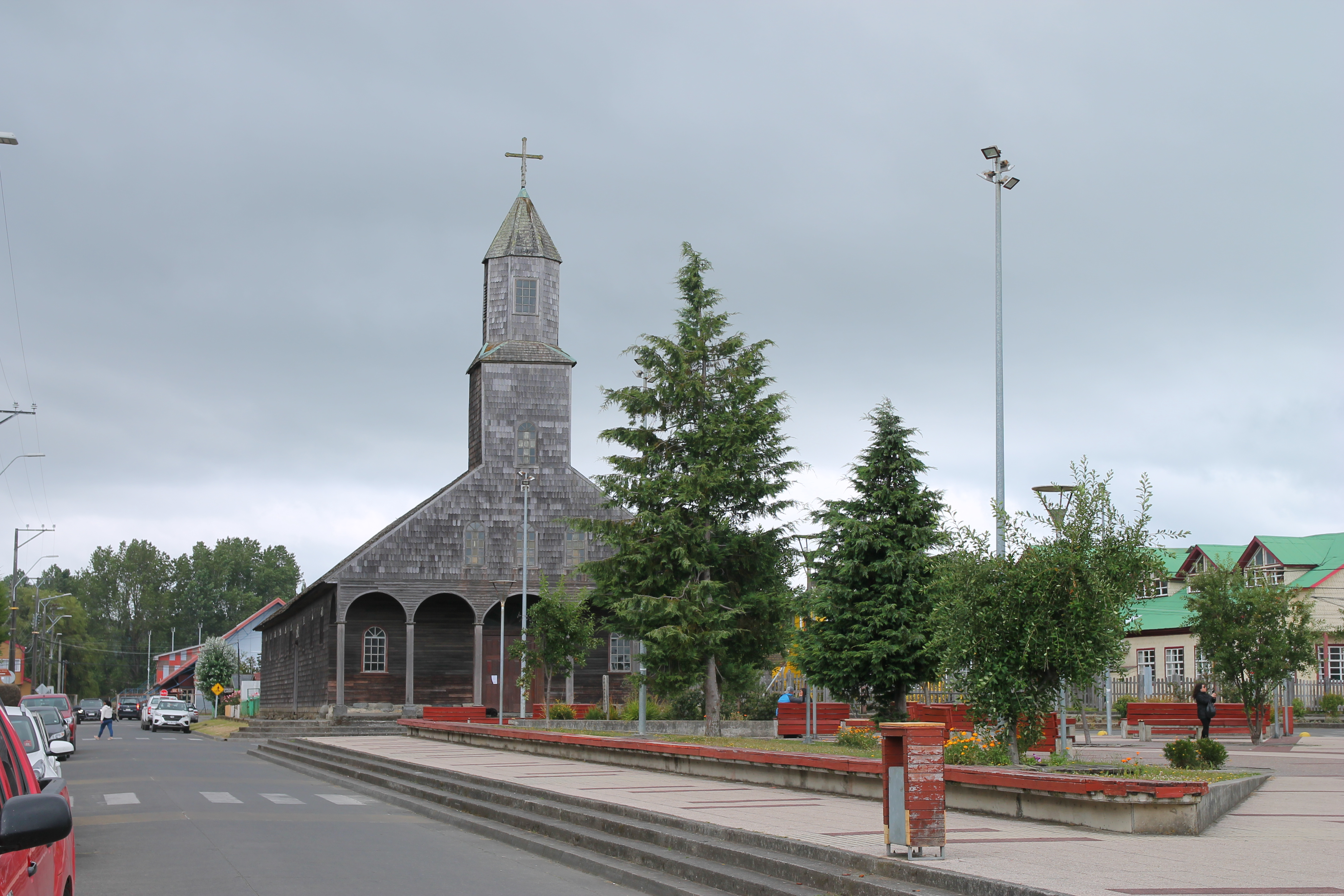
Náměstí s kostelem
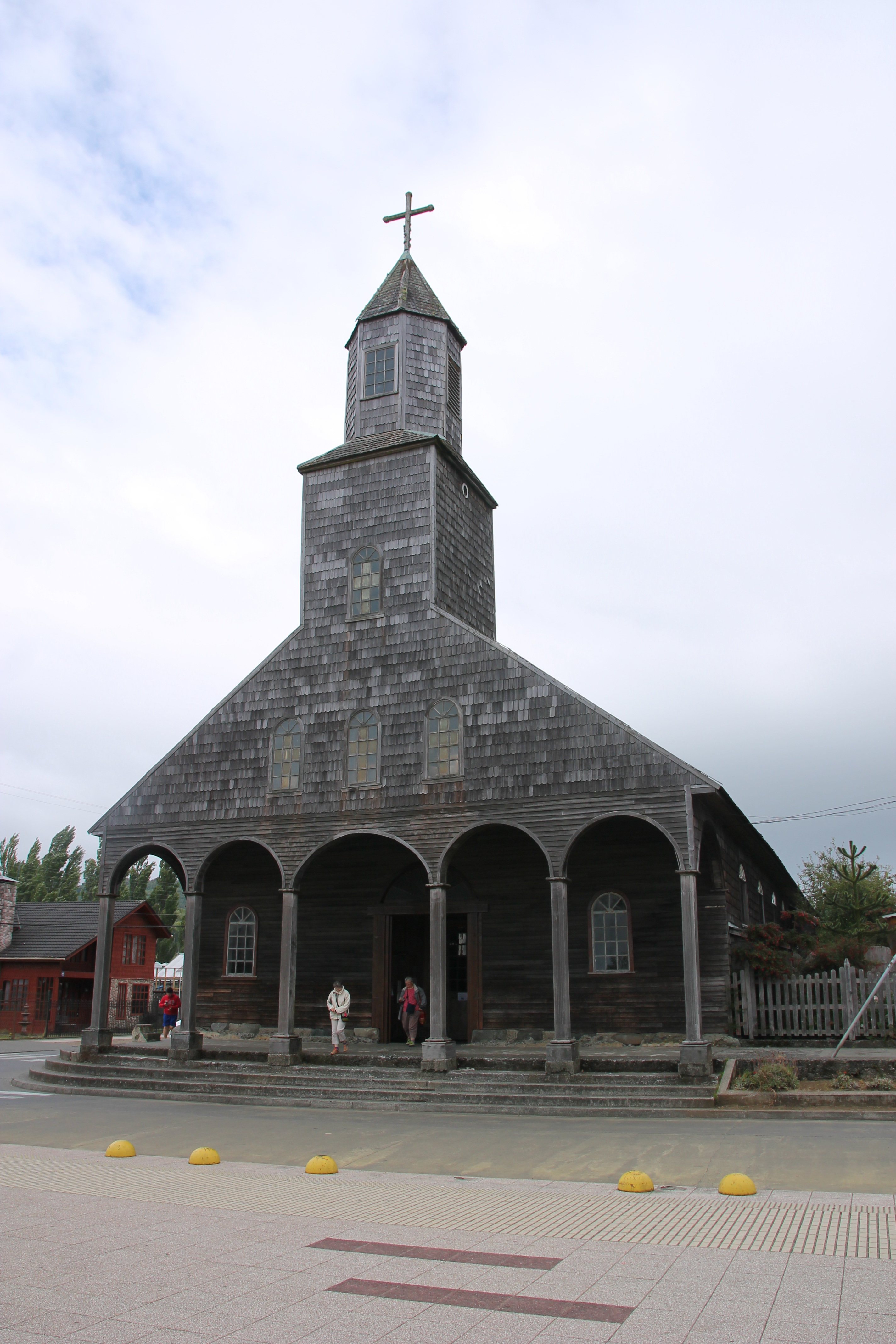
Kostel Panny Marie Loretánské
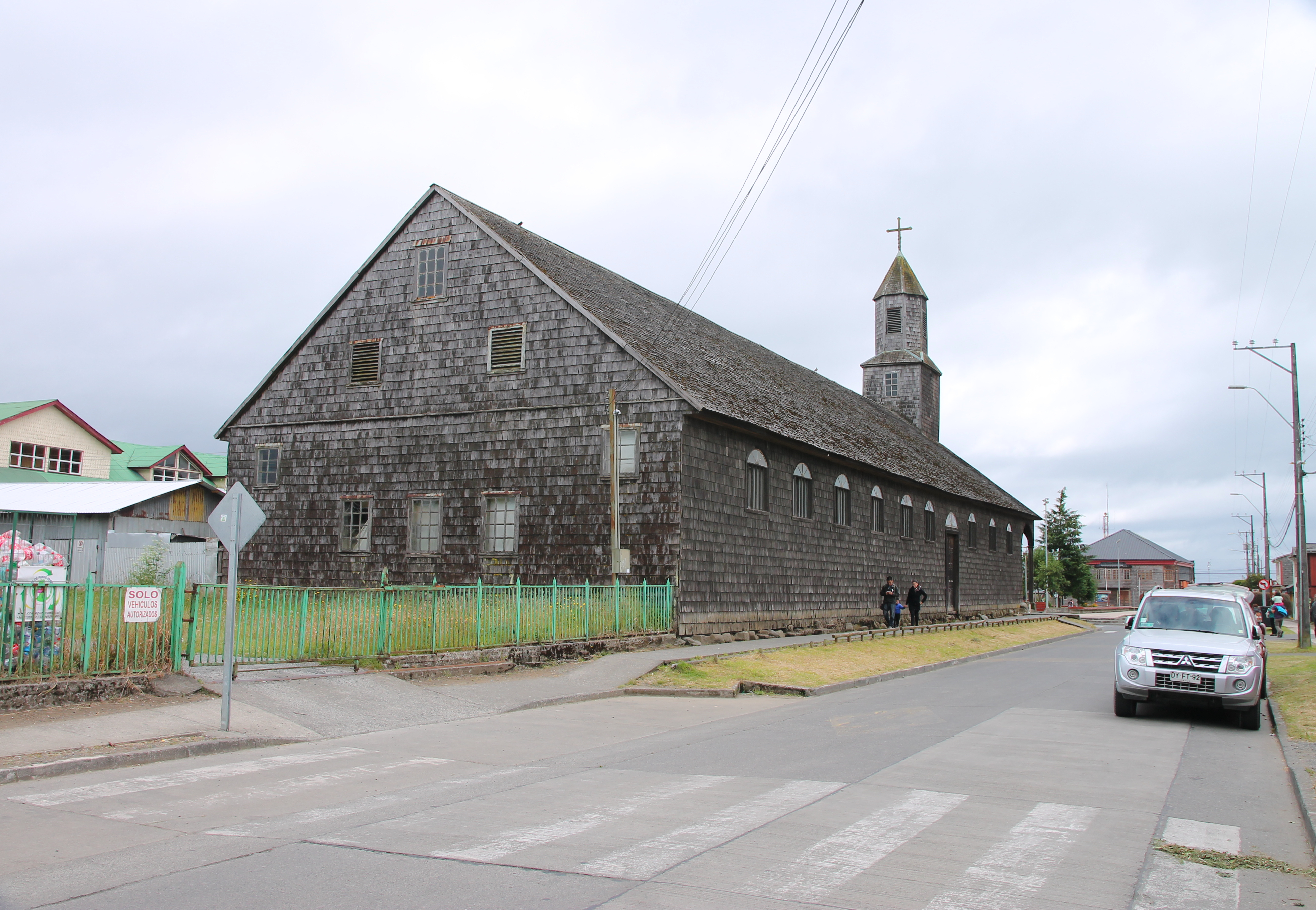
Kostel
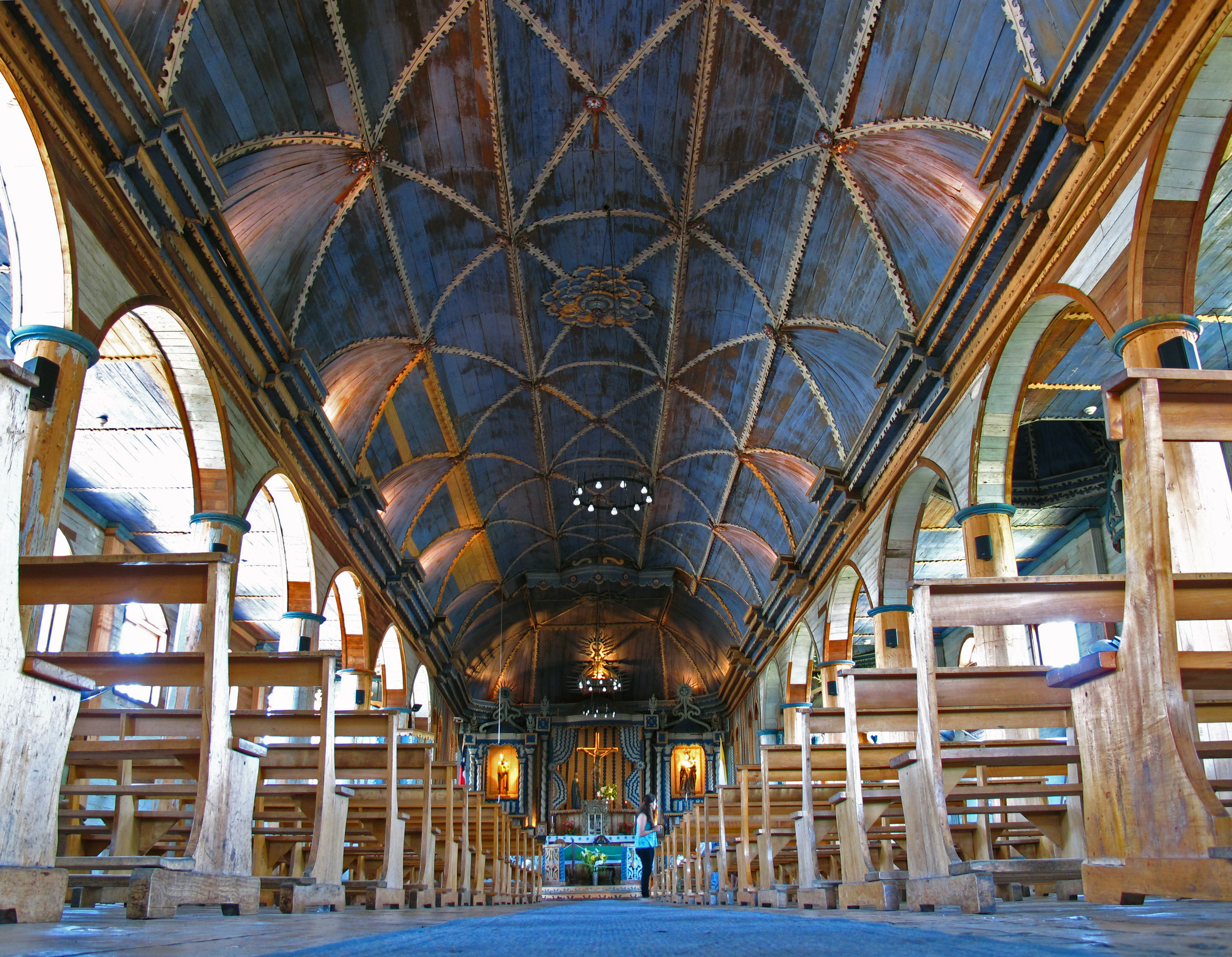
Interiér kostela
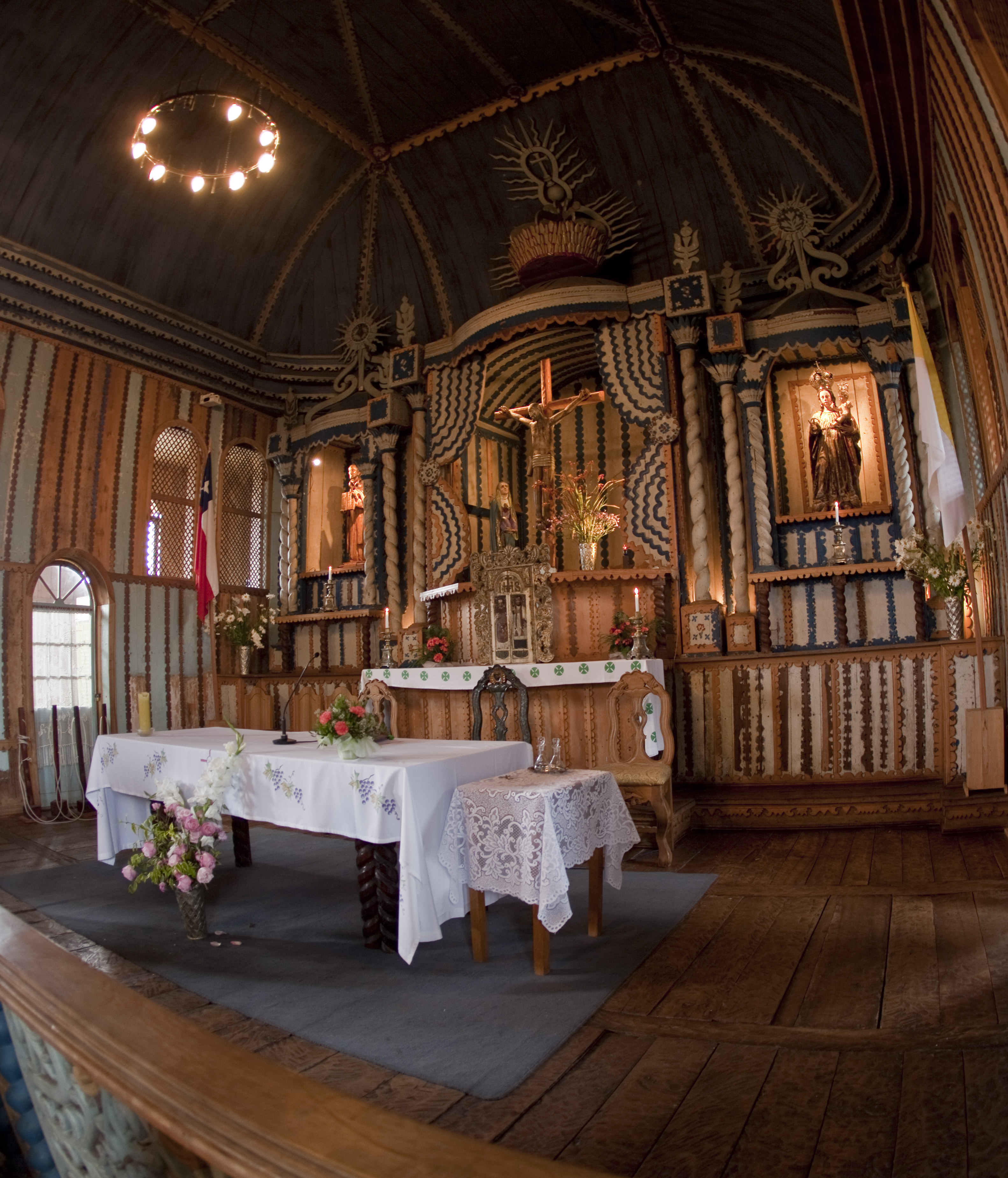
Oltář v kostele
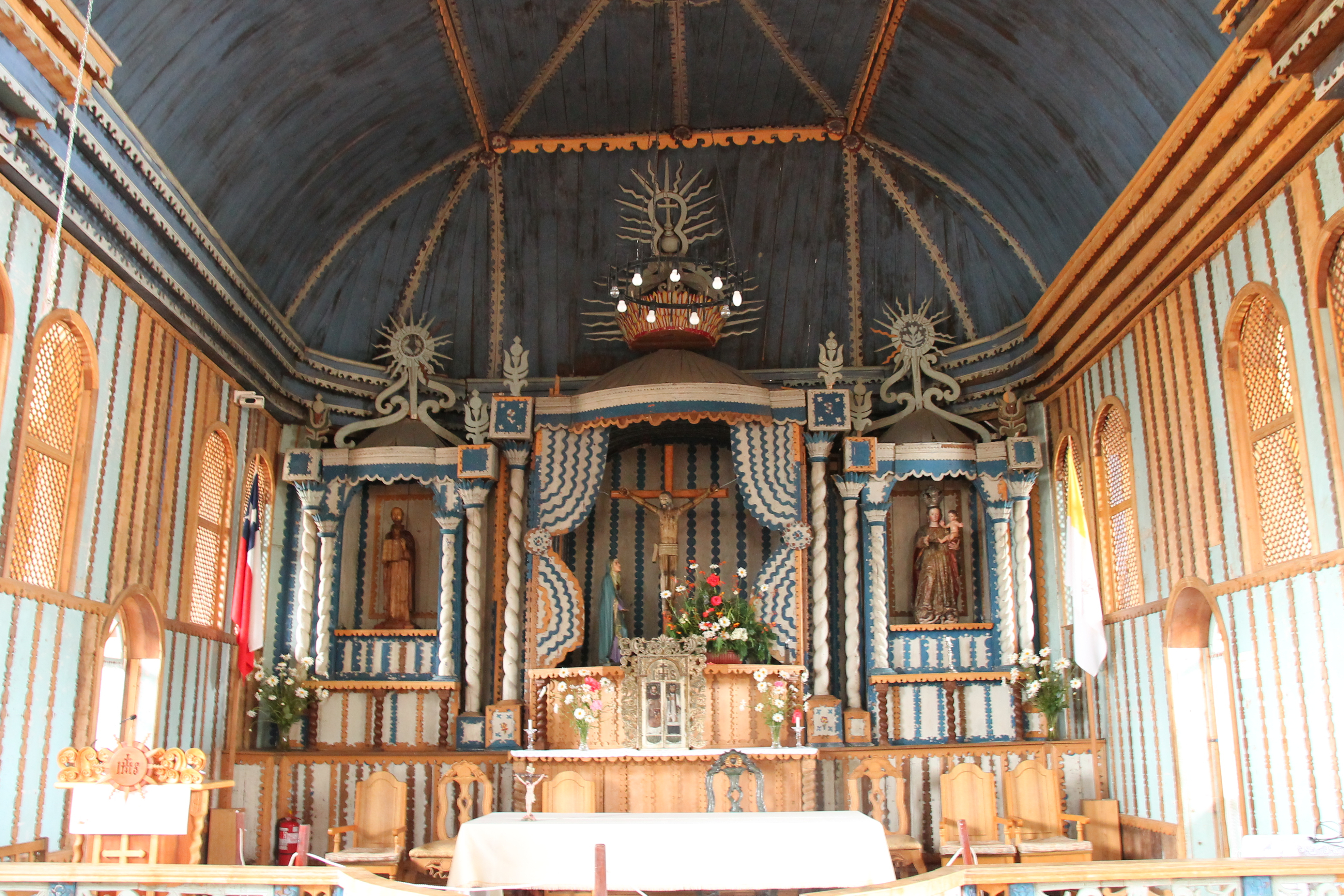
Oltář v kostele
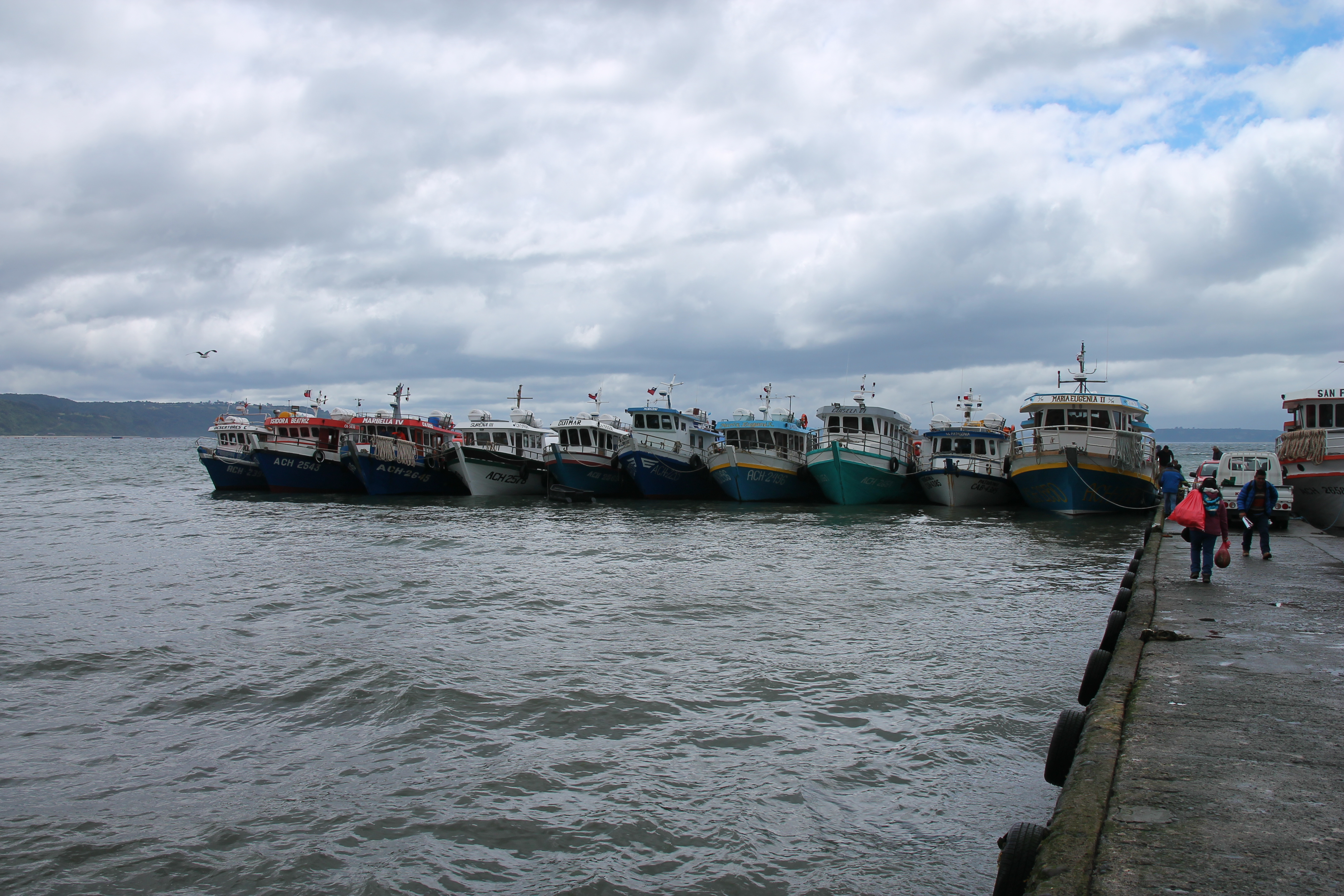
Lodě v přístavu Achao
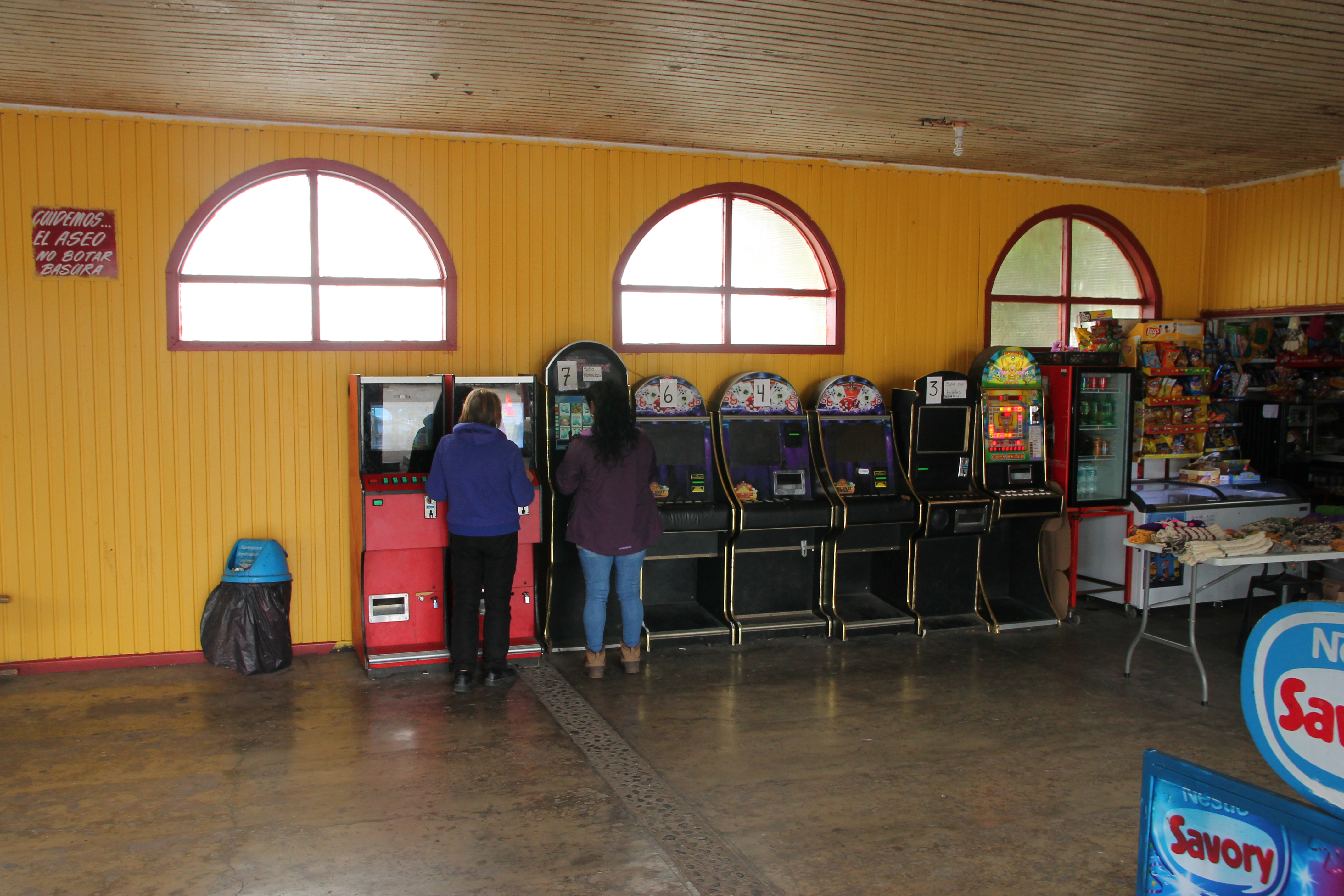
Hrací automaty v autobusové stanici Achao
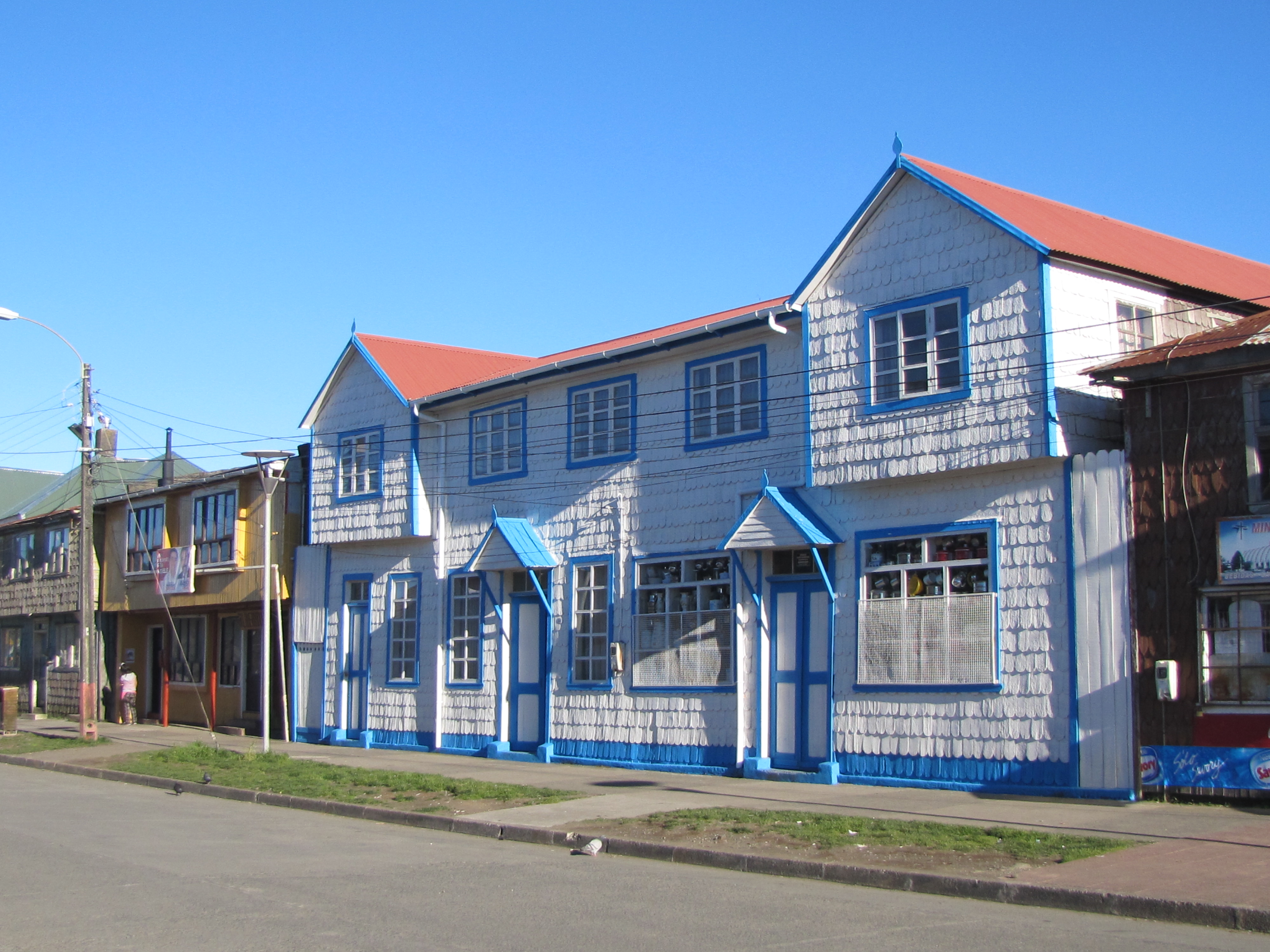
Dřevěný dům